# Sankertown
Sankertown es un borough ubicado en el condado de Cambria en el estado estadounidense de Pensilvania. En el año 2000 tenía una población de 680 habitantes y una densidad poblacional de 939.9 personas por km².

## Geografía
Sankertown se encuentra ubicado en las coordenadas 40°28′12″N 78°35′31″O / 40.47000, -78.59194.

## Demografía
Según la Oficina del Censo en 2000 los ingresos medios por hogar en la localidad eran de $35,208 y los ingresos medios por familia eran $42,143. Los hombres tenían unos ingresos medios de $31,172 frente a los $17,333 para las mujeres. La renta per cápita para la localidad era de $13,728. Alrededor del 10.6% de la población estaba por debajo del umbral de pobreza.